# Henry Beresford, VI marchese di Waterford
Henry de La Poer Beresford, VI marchese di Waterford (Londra, 28 aprile 1875 – Portlaw, 1º dicembre 1911), è stato un ufficiale irlandese.

## Biografia
Era il figlio primogenito, e unico figlio maschio, di John Beresford, V marchese di Waterford, e della sua seconda moglie, Lady Blanche Somerset, figlia di Henry Charles FitzRoy Somerset, VIII duca di Beaufort.
Il 21 maggio 1901 fu nominato vice tenente di Northumberland. Il 10 febbraio 1902 è stato nominato tenente colonnello del South of Ireland Imperial Yeomanry.

## Matrimonio
Sposò, il 16 ottobre 1897, Lady Beatrix Frances Petty-FitzMaurice (25 marzo 1877-5 agosto 1953), figlia di Henry Petty-Fitzmaurice, V marchese di Lansdowne. Ebbero sei figli:
- Lady Blanche Maud (1898-29 settembre 1940), sposò Richard Girouard, ebbero tre figli;
- Lady Katharine Nora (1899-?), sposò Sir David Dawnay, ebbero quattro figli;
- John Beresford, VII marchese di Waterford (6 gennaio 1901-25 settembre 1934);
- Lady Beatrix Patricia (1902-?), sposò Lynden Roberts Miller, ebbero due figli;
- Lord William Mostyn (30 maggio 1905-1973), sposò Rachel Page, ebbero due figlie;
- Lord Hugh Tristram (1º ottobre 1908-23 maggio 1941).

## Morte
Morì il 1º dicembre 1911, all'età di 36 anni.

## Ascendenza
|                                                       |                                      |                                             | Genitori                                 |  |  | Nonni |  |  | Bisnonni                                  |  |  | Trisnonni                                 |  |
|                                                       |                                      |                                             |                                          |  |  |       |  |  | Henry Beresford, II marchese di Waterford |  |  | George Beresford, I marchese di Waterford |  |
|                                                       |                                      |                                             |                                          |  |  |       |  |  | Henry Beresford, II marchese di Waterford |  |  | George Beresford, I marchese di Waterford |  |
|                                                       |                                      | Elizabeth Monck                             |                                          |  |  |       |  |  | Henry Beresford, II marchese di Waterford |  |  |                                           |  |
| John Beresford, IV marchese di Waterford              |                                      |                                             |                                          |  |  |       |  |  | Henry Beresford, II marchese di Waterford |  |  |                                           |  |
|                                                       |                                      | Susanna Carpenter                           | George Carpenter, II conte di Tyrconnell |  |  |       |  |  |                                           |  |  |                                           |  |
|                                                       |                                      | Susanna Carpenter                           | George Carpenter, II conte di Tyrconnell |  |  |       |  |  |                                           |  |  |                                           |  |
|                                                       |                                      | Susanna Carpenter                           | Sarah Delaval                            |  |  |       |  |  |                                           |  |  |                                           |  |
| John Beresford, V marchese di Waterford               |                                      | Susanna Carpenter                           |                                          |  |  |       |  |  |                                           |  |  |                                           |  |
|                                                       |                                      | Charles Powell Leslie                       | Charles Powell Leslie                    |  |  |       |  |  |                                           |  |  |                                           |  |
|                                                       |                                      | Charles Powell Leslie                       | Charles Powell Leslie                    |  |  |       |  |  |                                           |  |  |                                           |  |
|                                                       |                                      | Charles Powell Leslie                       | Prudence Penelope Hill-Trevor            |  |  |       |  |  |                                           |  |  |                                           |  |
| Christiana Leslie                                     |                                      | Charles Powell Leslie                       |                                          |  |  |       |  |  |                                           |  |  |                                           |  |
|                                                       |                                      | Christiana Fosbery                          | George Fosbery                           |  |  |       |  |  |                                           |  |  |                                           |  |
|                                                       |                                      | Christiana Fosbery                          | George Fosbery                           |  |  |       |  |  |                                           |  |  |                                           |  |
|                                                       |                                      | Christiana Fosbery                          | Christina Mary Rice                      |  |  |       |  |  |                                           |  |  |                                           |  |
| Henry Beresford, VI marchese di Waterford             |                                      | Christiana Fosbery                          |                                          |  |  |       |  |  |                                           |  |  |                                           |  |
|                                                       | Henry Somerset, VII duca di Beaufort | Henry Charles Somerset, VI duca di Beaufort |                                          |  |  |       |  |  |                                           |  |  |                                           |  |
|                                                       | Henry Somerset, VII duca di Beaufort | Henry Charles Somerset, VI duca di Beaufort |                                          |  |  |       |  |  |                                           |  |  |                                           |  |
|                                                       | Henry Somerset, VII duca di Beaufort | Charlotte Sophia Leveson-Gower              |                                          |  |  |       |  |  |                                           |  |  |                                           |  |
| Henry Charles FitzRoy Somerset, VIII duca di Beaufort | Henry Somerset, VII duca di Beaufort |                                             |                                          |  |  |       |  |  |                                           |  |  |                                           |  |
|                                                       |                                      | Emily Frances Smith                         | Charles Culling Smith                    |  |  |       |  |  |                                           |  |  |                                           |  |
|                                                       |                                      | Emily Frances Smith                         | Charles Culling Smith                    |  |  |       |  |  |                                           |  |  |                                           |  |
|                                                       |                                      | Emily Frances Smith                         | Anne Wesley                              |  |  |       |  |  |                                           |  |  |                                           |  |
| Blanche Somerset                                      |                                      | Emily Frances Smith                         |                                          |  |  |       |  |  |                                           |  |  |                                           |  |
|                                                       |                                      | Richard Curzon-Howe, I conte Howe           | Penn Assheton Curzon                     |  |  |       |  |  |                                           |  |  |                                           |  |
|                                                       |                                      | Richard Curzon-Howe, I conte Howe           | Penn Assheton Curzon                     |  |  |       |  |  |                                           |  |  |                                           |  |
|                                                       |                                      | Richard Curzon-Howe, I conte Howe           | Sophia Charlotte Howe, II baronessa Howe |  |  |       |  |  |                                           |  |  |                                           |  |
| Georgiana Charlotte Curzon-Howe                       |                                      | Richard Curzon-Howe, I conte Howe           |                                          |  |  |       |  |  |                                           |  |  |                                           |  |
|                                                       |                                      | Harriet Brudenell                           | Robert Brudenell, VI conte di Cardigan   |  |  |       |  |  |                                           |  |  |                                           |  |
|                                                       |                                      | Harriet Brudenell                           | Robert Brudenell, VI conte di Cardigan   |  |  |       |  |  |                                           |  |  |                                           |  |
|                                                       |                                      | Harriet Brudenell                           | Penelope Cooke                           |  |  |       |  |  |                                           |  |  |                                           |  |
|                                                       |                                      | Harriet Brudenell                           |                                          |  |  |       |  |  |                                           |  |  |                                           |  |